# Fauna de Gran Bretaña
'Fauna de Gran Bretaña, en la mayoría de Gran Bretaña hay un clima templado que recibe altos niveles de precipitaciones y niveles medios de insolación. Hacia el norte, el clima se hace más frío y los bosques de coníferas sustituyen en gran medida a las especies caducifolias de los bosques del sur.
Hay algunas variaciones en el clima británico, con algunas áreas con condiciones subárticas tal como ocurre en las Tierras Altas de Escocia y Teesdale, e incluso subtropical en las islas Sorlingas. Los cambios estacionales que se producen en todo el archipiélago condicionan a las plantas que deben hacer frente a los cambios en los niveles de luz solar, precipitación y temperatura, así como el riesgo de nieve y las heladas durante el invierno.
La isla de Gran Bretaña, junto con el resto del archipiélago conocido como las islas británicas alberga una fauna típica de clima templado oceánico, poco diversa si se compara a nivel mundial y similar a la de otros países de Europa del Norte.
La biodiversidad disminuyó severamente durante la última glaciación, y en poco tiempo (en términos geológicos) se separó del continente por la formación del Canal de la Mancha.

## Invertebrados

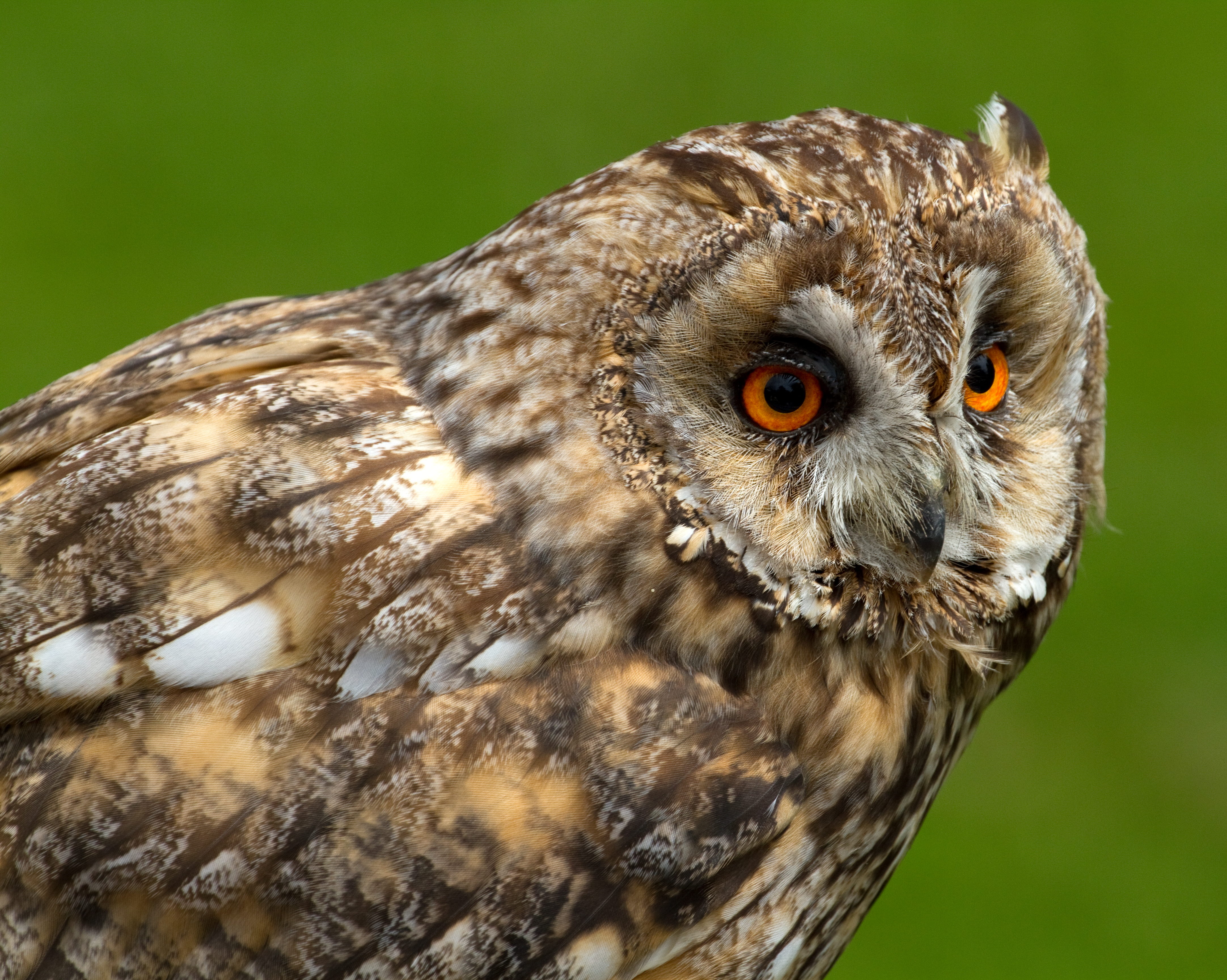
Búho chico.

### Insectos
Algunas de las especies de insectos que habitan Gran Bretaña son el macaón (Papilio machaon), la blanca esbelta (Leptidea sinapis), la Colias croceus, la mariposa aurora (Anthocharis cardamines), la mariposa manto bicolor (Lycaena phlaeas), la Plebejus argus, la Náyade (Celastrina argiolus), la Speyeria aglaja, la almirante rojo (Vanessa atalanta), la Pyrgus malvae, la mariposa del abedul (Biston betularia), el grillo topo (Gryllotalpa gryllotalpa), la libélula azul (Calopteryx splendens), el caballito del diablo azul (Calopterix virgo), el Aeshna cyanea, la libélula de vientre plano (Libellula depressa), el abejorro común (Bombus terrestris), la abeja europea (Apis mellifera), la hormiga roja europea (Formica rufa), el ciervo volante (Lucanus cervus)  la (Coccinella septempunctata), la mariquita de dos puntos (Adalia bipunctata), el escorpión de agua (Nepa cinerea).

### Moluscos
Hay 220 especies de moluscos que no son marinos viviendo en estado salvaje en Gran Bretaña. Dos de ellos (Fruticicola fruticum y Cernuella neglecta) están localmente extinguidos. Además hay 14 especies de gasterópodos que viven sólo en invernaderos.

## Vertebrados

### Anfibios
Únicamente siete especies de anfibios son autóctonos de Gran Bretaña: el tritón crestado (Triturus cristatus), el tritón común (Lissotriton vulgaris), el tritón palmeado (Lissotriton helveticus), el sapo común (Bufo bufo), el sapo corredor (Epidalea calamita), la rana bermeja (Rana temporaria) y la rana verde centroeuropea (Pelophylax lessonae).
Varias especies más se han naturalizado.

### Reptiles
Al igual que muchas islas de zonas templadas, Gran Bretaña presenta una relativa falta de serpientes, siendo la víbora común europea (Vipera berus) la única especie de víbora. Las serpientes más comunes en Gran Bretaña son la culebra de collar (Natrix natrix) y la culebra lisa europea (Coronella austriaca).
Gran Bretaña tiene tres especies autóctonas de lagartos: el lución (Anguis fragilis), el lagarto ágil (Lacerta agilis) y la lagartija vivípara (Zootoca vivipara).
También hay tortugas, como la tortuga laúd (Dermochelys coriacea) que se encuentra en el Mar de Irlanda, aunque son difíciles de ver.
Otras especies de reptiles han sido introducidas y están establecidas en la isla: la culebra de Esculapio (Zamenis longissimus), la lagartija roquera (Podarcis muralis) y el lagarto verde (Lacerta viridis).

### Aves
En general la avifauna de Gran Bretaña es similar a la de Europa, que incluye gran parte de las especies paleárticas. Podemos encontrar especies como el petirrojo europeo (Erithacus rubecula), el ruiseñor (Luscinia megarhynchos), el jilguero (Carduelis carduelis), el herrerillo común (Cyanistes caeruleus), el mirlo (Turdus merula), el pinzón vulgar (Fringilla coelebs), la curruca mosquitera (Sylvia borin), el reyezuelo sencillo (Regulus regulus), el papamoscas gris (Muscicapa striata), el arrendajo (Garrulus glandarius) y varios córvidos, entre otras. Al ser una isla, tiene menos especies reproductoras que Europa continental, con algunas especies, como la cogujada común (Galerida cristata), que crían muy cerca (norte de Francia), pero no han colonizado Gran Bretaña. Los inviernos suaves permiten que muchas especies que no pueden hacer frente a duras condiciones puedan invernar en Gran Bretaña, y también que hay una gran afluencia de aves invernantes procedentes del continente. Hay alrededor de 250 especies registradas en Gran Bretaña, y otras 300 que aparecen de forma esporádica o accidental.
Otras especies de aves que habitan Gran Bretaña son el gallo lira (Tetrao tetrix), el pito real (Picus viridis), la paloma torcaz (Columba palumbus), la garza real (Ardea cinerea), el ánade real (Anas platyrhynchos), el cisne vulgar (Cygnus olor), el somormujo lavanco (Podiceps cristatus), el ganso común (Anser anser), la focha común (Fulica atra), la (Gallinula chloropus), el halcón peregrino (Falco peregrinus), el gavilán (Accipiter nisus), el cernícalo vulgar (Falco tinnunculus), el esmerejón (Falco columbarius), el milano real (Milvus milvus), el águila ratonera (Buteo buteo), el búho chico (Asio otus), el búho campestre (Asio flammeus), el cárabo común (Strix aluco), la lechuza común (Tyto alba), el vencejo común (Apus apus), la golondrina común (Hirundo rustica). En muchos parques y grandes jardines podemos ver especies introducidas por su valor estético como el pato mandarín (Aix galericulata), el ganso del Nilo (Alopochen aegyptiacus) y la barnacla canadiense (Branta canadensis).
En Escocia podemos encontrar aves que no se encuentran en otro sitio de Gran Bretaña tales como el piquituerto escocés (Loxia scotica), el lagópodo escocés (Lagopus lagopus scotica), el águila pescadora (Pandion haliaetus), el pigargo europeo (Haliaeetus albicilla) o el águila real (Aquila chrysaetos); siendo de vital importancia su conservación.
Entre las aves costeras y marinas se encuentran el ostrero (Haematopus ostralegus), el chorlitejo grande (Charadrius hiaticula), el chorlito dorado común (Pluvialis apricaria), el correlimos oscuro (Calidris maritima), el frailecillo (Fratercula arctica), el alca común (Alca torda), el arao común (Uria aalge), la gaviota argéntea (Larus argentatus), la gaviota reidora (Chroicocephalus ridibundus), el gavión atlántico (Larus marinus), el fulmar boreal (Fulmarus glacialis), el alcatraz común (Morus bassanus), el charrán rosado (Sterna dougallii).

### Mamíferos
Los grandes mamíferos no son abundantes en Gran Bretaña. Muchas de las especies más grandes, como el lobo gris (Canis lupus) y el oso pardo (Ursus arctos), fueron cazados hasta su extinción hace muchos siglos. Sin embargo, en los últimos tiempos algunos de estos grandes mamíferos se han reintroducido provisionalmente en algunas zonas de las islas británicas. Los mayores mamíferos silvestres que quedan en Gran Bretaña hoy en día son cérvidos. El ciervo (Cervus elaphus) es el mayor mamífero nativo, y es común a lo largo de Inglaterra, Escocia e Irlanda. Otra especie autóctonas es el corzo (Capreolus capreolus). El gamo (Dama dama) no es originario de Gran Bretaña, se estableció tras haber sido traídos de Francia por los normandos en el siglo XI. El ciervo sica (Cervus nippon) es otra pequeña especie de ciervo alóctona, originaria de Japón. Se distribuye ampliamente por Escocia, de oeste a este, con una población fuerte en Peeblesshire en expansión. Hay grupos de ciervos sica en todo el norte y el sur de Inglaterra, aunque la especie está ausente en Gales

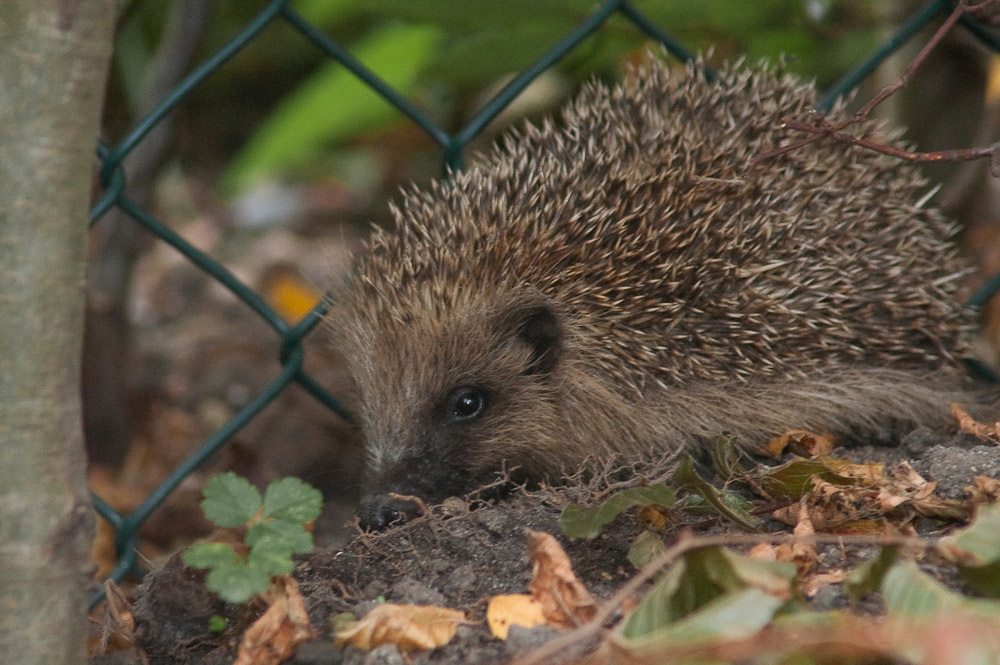
Un erizo en la noche

También hay varias especies de insectívoros en Gran Bretaña. El erizo europeo (Erinaceus europaeus) es probablemente el más conocido, ya que es un asiduo visitante de los jardines urbanos. Lamentablemente también es vulnerable al tráfico por carretera, y muchos mueren cruzando autopistas y autovías. El topo también es ampliamente reconocido y sus hábitos subterráneos causan daños en praderas y huertos. Las musarañas también son bastante comunes, y la más pequeña, la musaraña enana (Sorex minutus), es uno de los mamíferos más pequeños del mundo.
Hay catorce especies de murciélagos y son numerosos los roedores en toda Gran Bretaña, en particular la rata parda (Rattus norvegicus), que es con diferencia el animal urbano más abundante después de los seres humanos. Algunos, sin embargo, son cada vez más raros. La destrucción de hábitat ha provocado una disminución en la población de lirones (Glis glis) y ratones de campo (Myodes glareolus) que se encuentran en Gran Bretaña. Debido a la introducción de la ardilla gris (Sciurus carolinensis), la autóctona ardilla roja (Sciurus vulgaris) prácticamente se ha extinguido en Inglaterra, con la última población existente en algunas partes de Escocia y el noroeste de Inglaterra.
Hay variedad de carnívoros, especialmente de mustélidos: comadreja (Mustela nivalis), armiño (Mustela erminea), turón (Mustela putorius), tejón (Meles meles), marta (Martes martes) visón (Mustela lutreola) y nutria (Lutra lutra). En ausencia de lobos y osos pardos, el mayor carnívoro es el zorro (Vulpes vulpes), cuya adaptabilidad y oportunismo les han permitido a proliferar en el medio urbano, y el gato montés (Felis sylvestris) escocés, cuyo carácter esquivo ha causado cierta confusión sobre las cifras de población, y se cree que está en peligro de extinción.
Varias especies de pinnípedos y delfines se encuentran estacionalmente a las costas británicas y las costas, junto con marsopa común (Phocoena phocoena) , orca (Orcinus orca), foca gris (Halichoerus grypus) y otros mamíferos marinos.

### Peces
Gran Bretaña tiene alrededor de cuarenta especies nativas de peces de agua dulce, de los cuales la mayor es el salmón (Salmo salar). Otras especies que habitan los ríos británicos son la anguila europea (Anguilla anguilla) y el barbo común europeo (Barbus barbus).
Entre los peces marinos se cuenta el tiburón peregrino (Cetorhinus maximus), el angelote (Squatina squatina), el bacalao (Gadus morhua) la merluza (Merluccius merluccius), la dorada (Sparus aurata), el rape común (Lophius piscatorius), el caballito de mar común (Hippocampus hippocampus).